# Ronsenac
Ronsenac é uma comuna francesa na região administrativa da Nova Aquitânia, no departamento de Charente. Estende-se por uma área de 26,73 km². Em 2010 a comuna tinha 578 habitantes (densidade: 21,6 hab./km²).